# Literární překlad
Literární překlad je cizojazyčný překlad beletrie, poezie, dramatu, eseje, úvahy, literární kritiky a podobných textů s výrazným autorským stylem a významnou estetickou složkou vedle složky obsahové.
Literární překlad se snaží převést do jiného jazyka nejen autorovy myšlenky, nýbrž i individuálnost jeho stylu, krásu popisu, atmosféru místa, doby a národnosti (u scének a postav), působit na čtenářovu fantazii a emoce podobně jako v originále.

## Seznam českých překladatelů
Kritériem pro uvedení překladatele v seznamu je jeho významnost podle hledisek Wikipedie.
- Václav Bahník
- Alena Bahníková
- Zdenka Bergrová
- Václav Černý
- Pavel Eisner
- Jarmila Fastrová
- Otokar Fischer
- František Fröhlich
- Emanuel Frynta
- František Gel
- Taťjana Hašková
- Martin Hilský
- Kateřina Hilská
- Vlasta Hilská
- Břetislav Hodek
- Viktor Janiš
- Miroslav Jindra
- Alena Jindrová-Špilarová
- Jaroslav Janouch
- Vojtěch Janouch
- Jiří Josek
- Josef Jungmann
- Stanislav Kadlec
- Anna Kareninová
- Dušan Karpatský
- Simona Kolmanová
- Marie Kornelová
- Hugo Kosterka
- Oldřich Král
- Daniela Krolupperová
- Kateřina Krištůfková
- Petr Křička
- František Lexa
- Bohumil Mathesius
- Vladimír Mikeš
- Danuše Navrátilová
- Patrik Ouředník
- Tereza Pařízková
- Jiří Pechar
- Rudolf Pellar
- Ljuba Pellarová
- Richard Podaný
- Josef Pospíšil
- Gerta Pospíšilová
- Antonín Přidal
- Erik Adolf Saudek
- Aloys Skoumal
- Hana Skoumalová
- Ferdinand Stiebitz
- Jiřina Šedinová
- Olga Špilarová
- Vladimír Šrámek
- Helena Teigová
- Emanuel Tilsch
- Emanuela Tilschová
- Hana Ulmanová
- Zdeněk Urbánek
- Ondřej Vimr
- Jaroslav Vrchlický
- Emil Walter
- Jaroslav Zaorálek

## Překladatelské skupiny
- Jihočeská Theléma